# 火山軍
火山军，中国古代的军。
北汉世祖皇帝刘崇分岚州设置雄勇镇，北宋在雄勇镇建火山军（今山西省河曲县东北八十里），设置火山县作为火山军治所，不久县火山县废入军，金朝升火山军为火山州。大定二十二年（1182年），改名隩州。